# アポプラスト

アポプラスト経路(橙線)とシンプラスト経路(青線)

アポプラスト（apoplast）とは、植物体内において細胞膜より内側を除いた、水溶液(アポプラスト液)で満たされた空間の総体である。細胞壁空間、細胞間アポプラスト液空間(中葉)、木部で構成される。ただし、根のカスパリー線、細胞間の気相(細胞間隙)、およびクチクラ層は含めない。あまり一般的ではないが、アポプラストと同じ意味でアポプラズム(apoplasm)という用語が使われることがある。
シンプラストとは対となる概念であり、シンプラストとともに植物体内の体積の大部分を占める。アポプラストは水とその溶質の植物体内での移動と拡散において不可欠な空間である。アポプラストを植物物質の輸送経路と見たとき、この経路をアポプラスト経路(apoplastic pathway)と呼ぶ。

## 容積

### 細胞壁の容積
活発に生長している大麦の細胞1gにはセルロースとその他の多糖類がそれぞれおよそ10mg存在する。植物個体に占める細胞壁体積の割合は5-15%程度であると考えられている。細胞壁中の溶液空間の大きさは、植物重量から予測される全体積のおよそ10%と推定されている。細胞壁空間の孔の大きさは5nm程度と考えられている。細胞壁の溶液空間は、水和した無機イオンの10倍の直径を持つトンネルで構成されていると予測されている。これらのトンネルが、水に満たされた状態で細胞膜の外側を縦横に張り巡らされていると考えられている。

## アポプラスト内の条件
アポプラストは水や溶質の輸送路であり生化学反応の場でもある。水溶液中の化学物質の形態や反応性、起こり得る化学反応はその水溶液の物理的化学的条件に依存する。このため、植物にとってアポプラストの条件を維持することは非常に重要であり、そのための調節機構を有している。

### 温度
アポプラストを含む、植物体内の温度は制御されている。アポプラスト内の温度が上昇し過ぎた場合、アポプラスト液で気泡が生じやすくなる。木部での水分の長距離輸送で気泡が発生した場合、木部が詰まり、長距離輸送がせき止められる恐れがある。植物体温の増加原因は主に日光や気温増加である。植物は体温を下げるため、葉の気孔や、草本植物の場合は茎の気孔での蒸散の発生率を増加させる。また、アポプラストでの土壌水分の輸送は植物体の冷却効果がある。土壌水分は気温の影響を受けにくく、一般的に気温よりも土壌温度は低いためである。
植物体内の温度が低下しそうな場合、発熱により体温を調節すると考えられている。ある種の植物の花はシアン耐性呼吸によって発熱をすることができる。この発熱の引き金物質はサリチル酸である。この花にサリチル酸を与えると花の温度が10℃以上上がる。また、他の例ではフクジュソウが低温に曝されたときにその細胞は積極的に発熱を行う。

### 相対湿度
アポプラストの含水率は通常98%以上に維持されていると考えられている。根拠は、相対湿度98%のときの水の蒸発圧力は浸透圧に直して1.25MPaになり、植物細胞の浸透圧はこれ以下であるためである。98%以下に相対湿度が下がると細胞から水が流れ、植物は萎れる。

### pH
アポプラストのpHはシンプラストのそれよりも低く、5-6の範囲にある。種による差は小さいと考えられている。果実など、有機酸や糖を蓄積している場所ではpH3-4となる。pHの低さは、細胞膜にあるH+ATPアーゼが水素イオンをアポプラストへと放出しているためである。この放出は、水素イオンとの交換で溶質（有機酸や糖など）を細胞内に取り込むために行われる。アポプラストのpHはこのH+ATPアーゼと、細胞壁にあるカルボキシル基によって調節される。
アポプラストの低pHは酸生長説との関連が示唆されている。実際、オーキシン処理後、細胞壁空間や導管などのアポプラストでpHが低下する。また、水素イオンとの共輸送体はアポプラストのpHに依存しており、この輸送系は糖や無機イオンの細胞への輸送に重要である。
緑色組織に光を照射するとアポプラストのpHは変化する。これは、光照射によってH+ATPアーゼやその他の水素イオン共輸送系の活性が変化するためと考えられている。

### 溶質と濃度
アポプラスト液の無機イオン濃度は数mMである。特にカリウムイオンとカルシウムイオンが多い。次に多いのはリン酸、マグネシウムイオン、ナトリウムイオンである。アポプラストには無機イオンのほか、有機物も溶解している。これらイオンの濃度は通常、それぞれ一定の範囲に維持されている。
カリウム濃度はアポプラスト採取法で5-10mM、K+電極を用いた方法で数十µMと報告されている。細胞壁のカルボキシル基には相当量の陽イオンが結合していると思われているため、アポプラスト採取法ではカルボキシル基結合イオンも測定されている可能性がある。
アポプラスト液の濃度調節はあるpH範囲では主に細胞壁のカルボキシル基によって調節されている。他のpH範囲では細胞膜での輸送(細胞への取り込みと細胞からの排出)と、維管束系からの供給と転流が主要な濃度維持機構である。アポプラスト液と比べてシンプラスト液は非常に濃く、シンポプラスト液からの輸送はイオン濃度を高効率で変化させる。
リン酸濃度の調節は細胞内の液胞によって行われている。液胞はリン酸を蓄積し、必要な都度、リン酸を放出する。シンプラスト液のリン酸濃度は厳密に維持されており、アポプラスト液濃度もシンポプラスト液ほどではないが維持されている。大麦の葉では液胞のリン酸濃度が約10mM以上では、培地中のリン酸濃度に関わらずアポプラスト液濃度は1-2mMに維持される。

## アポプラスト輸送
アポプラスト経路とシンプラスト経路はどちらも水と溶質の主要な輸送経路である。アポプラスト輸送(apoplastic transport)では水や無機物は地下部から地上部へと、幹から枝葉へと木部を移動する。木部の溶質は細胞に吸収されるか、師部へと輸送される。アポプラスト輸送される物質の濃度は木部への輸入量、細胞の吸収量、師部への輸出量で決まる。輸送速度はシンプラスト輸送でよりもアポプラスト輸送で速い。このため、水は細胞内でよりも組織内で活発に輸送されている。
植物の主要な炭素源である二酸化炭素が生体分子やエネルギーとなるためにはアポプラスト経路を通って細胞内小器官の葉緑体にたどり着かなければならない。これは、光合成にはアポプラスト経路での輸送が必須であることを意味する。土壌から取り込まれた無機栄養素(硝酸イオン、リン酸、カリウムイオン、鉄イオンなど)はまず根表皮のアポプラスト内に拡散される。その後、無機イオンは各イオンに特異的なイオンチャネルを通ってシンプラストに入る、あるいは蒸散流によって地下部から地上部へと引き上げられ各部位へと輸送される。同様に、地上部で獲得された酸素など気体分子や、植物細胞内で合成された各種化学物質(植物ホルモンやフェロモンを含む)はアポプラスト経路を介して輸送される。
アポプラスト経路はまた排出にも関与している。根に吸収された無機物の一部は木部に輸送されない。この無機物は、中心柱と接する内皮の細胞膜によって排出される。

### 水輸送
導管は根から地上部、茎(幹)から枝葉へ水を長距離輸送する。枝葉から他の組織へは転流という過程によって輸送される。
アポプラスト液のイオン濃度は細胞とアポプラスト間のイオン輸送などによって調節されている。イオン濃度の変化は水ポテンシャルを大きく変え、細胞間の水輸送に大きな影響を与える。
導管と柔細胞の間のアポプラストは気孔やオジギソウ葉枕での膨圧運動に関わる。アポプラスト内では導管からの距離によってイオン濃度は徐々に異なり、この勾配によって水は導管からあたかも能動的であるかのように移動している。この勾配は、アポプラストが非常に微小な空間であることによって極大化されており、微小運動が短時間で終わる理由となっている。

## 合成と酵素反応
植物ホルモンのオーキシンはアポプラスト内で合成される。茎の生長ホルモンであるインドール酢酸は細胞内部よりも高い濃度で存在しており、アポプラストでの合成の可能性がある。大麦において、細胞内とは別に細胞壁からインドール酢酸合成酵素の活性が確認されている。

## 環境応答
表皮のアポプラストは環境と直接接触しており、最も早く環境の変化を感知できる部位である。このため、アポプラストは、環境の変化や問題に応答する部位でもある。また、情報物質の輸送が行われている。

### 病原体への抵抗性
イネ科植物の細胞壁には細胞壁分解酵素グルカナーゼが結合している。イネ科には5種類のグルカナーゼが細胞壁に存在し、このうち2種類は植物に普通存在しない1,3-β-グルカンを分解する。これら非植物細胞壁の分解酵素は、病原菌の細胞壁を分解してその分解産物で病原菌の侵入を報せるためにある。分解産物はシグナル分子の働きをし、植物の抵抗性や毒素産生を導く。
病原菌への抵抗の初期段階では、酸化バースト（oxidative burst）と呼ばれる、アポプラストでの活性酸素種の生成を植物は行う。病原菌の攻撃を受けるとまず植物細胞膜でNADPH酸化酵素によって超酸化物アニオンが生成される。超酸化物はスーパーオキシドジスムターゼによって過酸化水素に変換される。アポプラストでは過酸化水素の供給源には過酸化酵素、アミン酸化酵素、シュウ酸酸化酵素がある。インゲン豆Phaseolus vulgarisでは過酸化水素は細胞壁の過酸化酵素によって供給され、アポプラストのアルカリ化と還元剤の放出を引き起こす。酸化バーストの過程ではアポプラストは、Ca2+とH+の流入とK+の流出によってアルカリ化される。

### 気温変化への応答
気温が上昇した際、茎は、土中から吸い上げられた水によって冷却される。草本植物は葉だけでなく茎にも気孔を持つ。土中の水分が枯渇した場合、草本植物は、アポプラストに蓄えられた水を茎から蒸散させ、葉や茎を冷却させる。

### 無機物不足への耐性
硝酸が不足した土壌では植物はアポプラストを酸性化させて細胞壁の拡大と根の成長の刺激を行う。硝酸の取り込み量の減少は塩酸の取り込み量の増加を引き起こす。このことが酸性化の引き金であると考えられている。H+ATPアーゼは水素イオン(H+)のアポプラスト内濃度を調節しており、酸性化を実行する。

### 無機物過剰への耐性
アポプラストはアルミニウム毒性の耐性に重要である。アルミニウム耐性は一般にアポプラスト内のアルミニウムを減少または不活性化する。一般的には耐性はカチオン交換容量の低下、根表面の負電荷の抑制、あるいはアルミニウムキレート剤による根滲出液への排出の促進によってなされる。
アポプラストは植物のマンガン過剰の耐性に決定的に重要である。マンガンは細胞壁を越えてシンプラスト液に侵入すると毒性を生ずる。キュウリCucumis sativus L.は、マンガン結合性のケイ酸の細胞壁への導入などでマンガンを細胞壁に結合させてアポプラストに留めることでマンガン耐性を獲得する。このため、キュウリ個体によるケイ酸ナトリウムの取り込みはマンガン耐性を向上させる。ササゲVigna unguiculataでも細胞壁中のケイ素がマンガン耐性を向上させることが実証されている。
アポプラスト液中の水溶性マンガンはアポプラストの過酸化酵素を刺激し、マンガン毒性を発生させる。刺激されたNADH過酸化酵素は過酸化水素の生成を促進させる。マンガン感受性品種では耐性品種と異なり、アポプラスト液の水溶性マンガン濃度が高くなるとNADH過酸化酵素とグアイアコール過酸化酵素の活性が高くなる。細胞壁のケイ素によるマンガンの捕捉での可溶性マンガン濃度の減少はマンガン耐性を向上させる。

### 酸化ストレス耐性
ある細胞で過酸化物が過剰となり酸化ストレスを与えている時、過酸化水素と超酸化物イオンはアポプラスト内を拡散し、隣接細胞に危険を報せる。さらに、これらイオンの拡散はアポプラストを局所的にアルカリ化させ、このアルカリ化は木部(アポプラストに含まれる)を介して他の部位に数分以内に広がり、全身獲得抵抗性の引き金となる。

## 研究方法
シンプラスト液の混入を防ぎ、植物組織検体からアポプラスト液を採取する方法を以下に示す。
- 圧力チャンバーを用いて植物検体に圧力をかけ、出てきた溶液を採取する。導管液やシンプラスト液が混入することがある。また、採取量が小さいという欠点がある。
- 植物検体を軽く遠心分離(1,000×g程度)し、上清をアポプラスト液とする。圧力チャンバー法と同様の欠点がある。採取量を増やすために、検体に水を浸透させて十分に吸収させた直後に検体を遠心することがある[22]。このとき、浸透水は、植物細胞が損傷しないように無機イオン濃度や浸透圧を調節したものである。
- 表皮などを除いた後、植物検体を蒸留水で洗う。洗液をアポプラスト液とする。上記の方法よりも現実に近い値が得られる可能性が高い。また、in vivoでの変化を連続して測定することができる。欠点として、直接測定できるイオン種が限られ、技術的に難しい。
- 真空浸潤法を利用する方法。検体を蒸留水で洗い、植物検体を粉末または小片化する。植物検体を真空(例：-70kPa、5分)に置き、真空を徐々に開放する。すると、植物検体は浸潤する。検体を軽く遠心分離にかけ、得られた上清をアポプラスト洗液（Apoplastic Washing Fluid：AWF）とする。シンプラスト液の混入量はグルタチオンやグルコース6リン酸などの濃度で算出する[23][24]。この方法は特にアポプラスト液中の酵素の抽出に用いられる。

アポプラスト液の無機イオンの定性・定量を行う方法を示す。
- イオン電極を漬けてイオン濃度を測定する。試料はアポプラスト液、あるいは植物検体に液を接触させてイオン濃度をアポプラスト液と平衡にしたものである。これまでにpH、K+、Ca+2で測定例がある。
- 植物組織に細胞膜不透過性の蛍光色素を蒸散流または浸透法などで添加し、蛍光強度の変化を測定する。pHに応じて強度を変化させる色素が用いられている。蛍光顕微鏡ではpHの空間分布を推定することができる。pH測定のほかに、植物体内での水の挙動の解析や、電子顕微鏡とX線顕微鏡を組み合わせて細胞壁のイオン分布の解析などが可能である。

## 歴史
アポプラストという用語は1930年にエルンスト・ミュンヒ(Ernst Münch)によって作られた。アポプラストは以前、シンプラスト以外でかつ、細胞壁と細胞間隙で構成された植物体内体積のすべてと定義されていた。当時、この空間では全て、水とその溶質が自由に移動できると考えられていた。しかし、カスパリー線と植物細胞間の気相とクチクラ層において水溶液は自由に移動することができないことが明らかとなった。このため、現在ではこれらの例外を除いた空間と定義が改められている。細胞膜よりも外の体積全てを指すとき、細胞外空間という用語を使う。